# El cancho que se menea

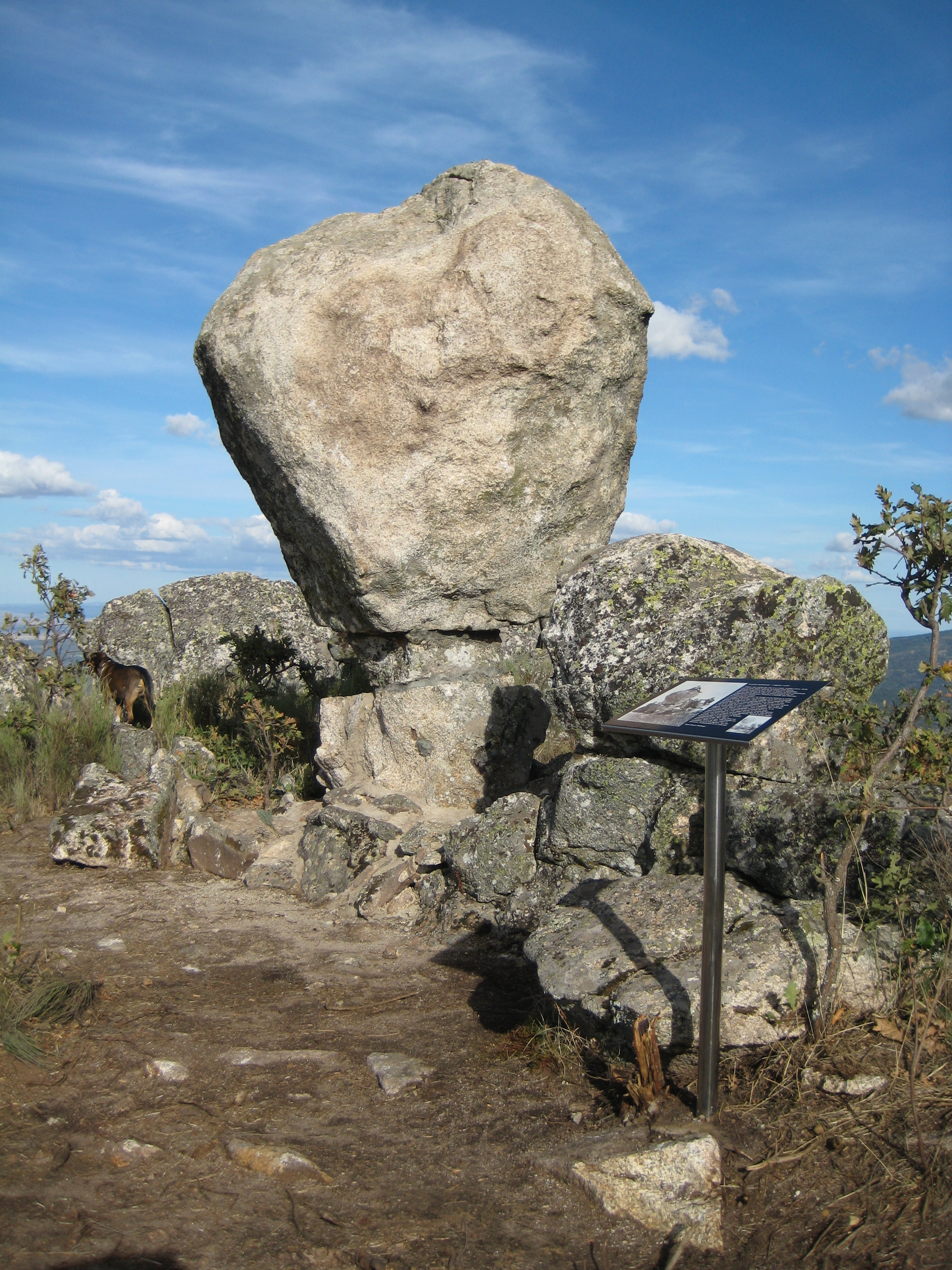
El conjunto, fotografía de 2013.

El Cancho que se menea es un elemento megalítico singular en la geografía de la sierra de Montánchez, España. Se trata de una piedra que, hasta ser derribada por soldados franquistas, se movía empujándola con la mano.

## Historia
Este monumento megalítico prehistórico está situado en la cumbre del pico "La Cogolla" de la cordillera Oretana, a 1000 metros de altitud sobre el nivel del mar y distante unos 2,5 kilómetros de la villa de Montánchez. La altura del megalito es de 3,68 metros, incluido el pedestal de 1,09 metros, con un peso de 15 Toneladas.
Abatida por unos soldados franquistas, el 19 de junio de 1937, el 31 de agosto de 2013 fue vuelta a poner en su sitio. Actualmente ya no es posible mover la cabeza del conjunto.